# Yankee Rose
Yankee Rose è un singolo del cantante statunitense David Lee Roth, il primo estratto dall'album Eat 'Em and Smile nel 1986.
Venne scritta da David Lee Roth e Steve Vai in omaggio alla Statua della Libertà di New York, che quell'anno festeggiava il suo centesimo anniversario.
Il brano appare nella colonna sonora del videogioco Grand Theft Auto: Vice City, dove viene trasmessa dalla fittizia stazione radio V-Rock.

## Tracce
1. Yankee Rose – 3:47
2. Shyboy – 3:23

## Formazione
- David Lee Roth – voce
- Steve Vai – chitarra
- Billy Sheehan – basso
- Gregg Bissonette – batteria

## Classifiche
| Classifica (1986)             | Posizione massima |
| ----------------------------- | ----------------- |
| Canada                        | 29                |
| Stati Uniti                   | 16                |
| Stati Uniti (mainstream rock) | 10                |